# Астроцит
Астроцитите са вид мозъчни глиални клетки (невроглии) със звездовидна форма. Те пренасят вещества от капилярите до цитолемата на невроните.
Въпреки че броят им в мозъка е 10 пъти повече от този на невроните, дълго време са считани за изпълняващи само поддържащи функции в централната нервна система. Нови изследвания показват, че те имат активна роля в мозъчните процеси като влияят върху нервронната активност, или дори я определят.
Натрупването на астроцити в мозъка се използва като маркер за постморталното диагностициране на прионни заболявания.